# Iraq International 2012
Die Iraq International 2012 im Badminton fanden vom 18. bis zum 21. Oktober 2012 in Erbil statt. Es war die erste Austragung der Iraq International. Das Preisgeld betrug 5000 US-Dollar.

## Sieger und Platzierte
| Disziplin    | Gold                               | Silber                                | Bronze                                            |
| ------------ | ---------------------------------- | ------------------------------------- | ------------------------------------------------- |
| Herreneinzel | Emre Lale                          | Subhankar Dey                         | Omid Kara Mi                                      |
| Herreneinzel | Emre Lale                          | Subhankar Dey                         | Amar Awad                                         |
| Dameneinzel  | Neslihan Kılıç                     | Negin Amiripour                       | Soraya Aghaei Hajiagha                            |
| Dameneinzel  | Neslihan Kılıç                     | Negin Amiripour                       | Sanaa Mahmoud                                     |
| Herrendoppel | Emre Aslan Hüseyin Oruç            | Ramazan Öztürk Emre Vural             | Emre Lale Akin Senol                              |
| Herrendoppel | Emre Aslan Hüseyin Oruç            | Ramazan Öztürk Emre Vural             | Vatannejad-Soroush Eskandari Mehran Shahbazi      |
| Damendoppel  | Yosra Beigi Soraya Aghaei Hajiagha | Sahabeh Fard Niki Torfinezhad         | Nano Ramarama Shmaeel Eisaq Sana Jamal Younis     |
| Damendoppel  | Yosra Beigi Soraya Aghaei Hajiagha | Sahabeh Fard Niki Torfinezhad         | Al-Bayati Inas Khalid Rashid Adhraa Khalid Rashid |
| Mixed        | Amar Awad Sanaa Mahmoud            | Noubani Ehab Nidal Dima Issam Alardah | Fan Kalyana Nano Ramarama Shmaeel                 |
| Mixed        | Amar Awad Sanaa Mahmoud            | Noubani Ehab Nidal Dima Issam Alardah | Mohammed Othman Saad Adhraa Khalid Rashid         |

## Finalergebnisse
| Disziplin    | Sieger                             | Finalist                              | Ergebnis          |
| ------------ | ---------------------------------- | ------------------------------------- | ----------------- |
| Herreneinzel | Emre Lale                          | Subhankar Dey                         | 21-17 22-20       |
| Dameneinzel  | Neslihan Kılıç                     | Negin Amiripour                       | 19-21 21-11 21-13 |
| Herrendoppel | Emre Arslan Hüseyin Oruç           | Emre Vural Ramazan Öztürk             | 21-15 21-13       |
| Damendoppel  | Yosra Beigi Soraya Aghaei Hajiagha | Sahabeh Fard Niki Torfinezhad         | 21-16 21-11       |
| Mixed        | Amar Awad Sanaa Mahmoud            | Noubani Ehab Nidal Dima Issam Alardah | 21-17 21-14       |